# Khalil Azmi
Khalil Azmi (Casablanca, 23 agosto 1964) è un ex calciatore marocchino, di ruolo portiere.